# Dov Ber Abramovitz

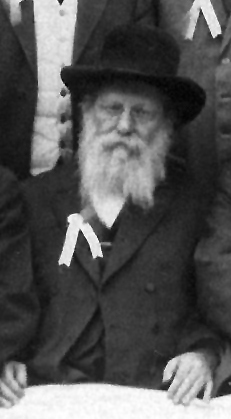
Dov Ber Abramovitz, 1914

Dov Ber Abramovitz (geboren 1860 in Vabalninkas, Russisches Reich; gestorben 1926 in Jerusalem) war ein litauisch-amerikanischer orthodoxer Rabbiner und Mitbegründer der Misrachi-Bewegung in den USA.

## Leben
Dov Ber Abramovitz wurde 1860 im litauischen Vabalninkas geboren. 1870 gingen seine Eltern mit ihm nach Jerusalem. Dort wurde er Rabbiner. 1894 ging er in die USA. Er war oberster Dajan in St. Louis.
Er war einer der Gründer der Agudat Harabbinim und der Bewegung der Misrachi in den USA.
1926 starb er in Jerusalem.